# Фостер, Стивен
Сти́вен Ко́ллинс Фо́стер (англ. Stephen Collins Foster; 4 июля 1826[…], Лоренсвилл, Пенсильвания — 13 января 1864[…], Манхэттен, Нью-Йорк, США) — американский композитор, поэт и певец. Писал лирические и романтические песни на свои тексты. Его мелодии использовали многие композиторы XX века. Фостер написал более 200 песен, наиболее известные — «О, Сюзанна!», «Мой старый дом Кентукки», «Джини со светло-каштановыми волосами». Многие его произведения остаются популярными более 150 лет.

## Биография
Фостер родился 4 июля 1826 года в городке Лоренсвилл (штат Пенсильвания), близ Питтсбурга. Он был девятым ребёнком в семье ирландцев, и поэтому его воспитанию не уделялось должного внимания. Ещё в детстве Стивен слушал музыку чернокожих рабов и бродячих артистов, которые исполняли афро-американские песни. Впоследствии это оказало огромное влияние на его творчество (песни «О, Сюзанна», «Скачки в Кэмптоне», «Сыграем на банджо», «Старики у себя дома»). Стивен самостоятельно научился играть на нескольких музыкальных инструментах. Взял несколько уроков теории музыки в Питтсбурге у Г. Клебера.
Родители тщетно пытались дать Стивену образование и устроить на работу. В 1840-х Фостер связался с театром менестрелей, где зародились такие песни, как «О, Сюзанна» (1848) и «Кэмптонские скачки» (1850), сочетавшие в себе эфиопские традиции.
Долгие годы Фостер жил в нищете, потому что не умел рационально распоряжаться и без того скудными доходами. 13 января 1864 года, находясь в гостинице в Нью-Йорке, болея лихорадкой, Фостер получил смертельную травму — ночью упал с кровати и ударился головой. Фостер скончался в возрасте 37 лет и был похоронен на кладбище в Питтсбурге. Одно из его самых любимых произведений, «Beautiful Dreamer», было опубликовано вскоре после его смерти.

## Творчество
Стивен Фостер первым в США начал серьёзно писать популярную музыку. Написал более 200 песен. Его песни настолько популярны, что считаются народными. Фостер удачно отразил в своём творчестве специфику коллективного общения. В своих песнях он сочетал афро-американскую музыку и сентиментальные романсы и баллады. Некоторые его песни были распространены среди «белых» семей (в том числе «Джинни», 1854; «Милая Эни», 1856), а другие, в том числе негритянские религиозные песнопения, — среди негритянских общин («Старики у себя дома», 1851; «Старый чёрный Джо», 1860). Известнейшая песня Фостера — «О, Сюзанна» (1848). Песня «Мой старый дом Кентукки» стала гимном штата Кентукки, а песня «Старики у себя дома» — гимном Флориды.
Произведения Фостера часто использовались как фольклорный материал в сочинениях многих композиторов, в том числе Ч. Айвз, А. Копленд, Ф. Пуленк, М. Гулд, М. Кастельнуово-Тедеско, Р. Воан-Уильямс. Многие песни Стивена Фостера переводились на другие языки. Среди его менее известных произведений — гимны для воскресных школ, песни о войне за независимость. Американская группа Squirrel Nut Zippers, исполняющая музыку в стилях джаз и свинг, посвятила Стивену Фостеру песню Ghost of Stephen Foster с альбома Perennial Favorites, выпущенного 4 августа 1998 года. На эту песню был снят видеоклип, отсылающий к смерти Стивена Фостера в гостинице.